# 21 ottobre
Il 21 ottobre è il 294º giorno del calendario gregoriano (il 295º negli anni bisestili). Mancano 71 giorni alla fine dell'anno.

## Eventi
- 63 a.C. – Marco Tullio Cicerone ottiene il Senatus consultum ultimum per fronteggiare Catilina
- 686 – Conone diventa papa.
- 1494 – Ludovico il Moro diventa duca di Milano.[1]
- 1600 – Nella battaglia di Sekigahara lo shōgun Tokugawa Ieyasu sconfigge le forze leali a Toyotomi Hideyoshi
- 1797 – Nel porto di Boston viene varata la fregata della marina statunitense USS Constitution, che andrà a combattere i pirati barbareschi al largo della costa di Tripoli (nel 1805 il Trattato di pace di Tripoli, verrà firmato sul ponte della Constitution)
- 1805 – Guerre napoleoniche: battaglia di Trafalgar – La flotta navale britannica guidata dall'ammiraglio Horatio Nelson sconfigge una flotta franco-spagnola al largo della città spagnola di Cadice
- 1824 – Joseph Aspdin brevetta il cemento Portland
- 1860 – Nelle province napoletane e siciliane si vota il plebiscito per l'annessione al Regno di Sardegna
- 1861 – Guerra di secessione americana: battaglia di Ball's Bluff – le forze unioniste del colonnello Edward Dickinson Baker vengono sconfitte dalle truppe confederate nella seconda grande battaglia della guerra. Baker, un amico intimo di Abraham Lincoln, muore in battaglia
- 1866 – Prima giornata di voto del plebiscito delle province venete e quella di Mantova per l'annessione al Regno d'Italia, a seguito della Terza guerra d'indipendenza
- 1867 – 'Destino manifesto': Trattato di Medicine Lodge – Vicino a Medicine Lodge Creek (Kansas) viene firmato un trattato fondamentale tra i capi indiani delle Grandi Pianure meridionali. Il trattato richiede ai Nativi americani delle tribù dei Plains di trasferirsi in una riserva nell'Oklahoma occidentale
- 1879 – Thomas Edison testa la prima lampadina funzionante in modo efficace (resterà accesa per 13 ore e mezza prima di bruciarsi)
- 1895 – La Repubblica di Taiwan collassa sotto l'invasione delle forze giapponesi
- 1902 – Negli Stati Uniti termina uno sciopero di cinque mesi organizzato dal sindacato dei minatori
- 1916 – Il socialista e oppositore della guerra Friedrich Adler uccide il primo ministro conservatore austriaco Karl von Stürgkh
- 1944 – Seconda guerra mondiale: primo attacco kamikaze - un aereo giapponese equipaggiato con una bomba contenente 200 kg di esplosivo attacca la nave HMAS Australia (D84) al largo dell'Isola di Leyte, all'inizio della battaglia del Golfo omonimo
- 1945 – In Francia le donne vanno a votare per la prima volta
- 1959
  - A New York apre al pubblico il Solomon R. Guggenheim Museum progettato da Frank Lloyd Wright
  - Il presidente statunitense Dwight D. Eisenhower firma un ordine esecutivo che trasferisce Wernher von Braun e altri scienziati tedeschi dall'United States Army alla NASA
- 1967 – Guerra del Vietnam: più di 100.000 dimostranti si radunano a Washington. Una manifestazione pacifica al Lincoln Memorial viene seguita da una marcia sul Pentagono e da scontri con i soldati e gli United States Marshal che proteggono l'edificio (L'evento si protrarrà fino al 23 ottobre; in 683 verranno arrestati). Dimostrazioni simili si svolgono in Giappone ed Europa occidentale
- 1969 - In Somalia il generale Mohammed Siad Barre prende il potere a seguito di un colpo di Stato e proclama la Repubblica Democratica Somala. Barre resterà al potere sino al 1991
- 1986 – In Libano, rapitori filo-Iraniani annunciano il rapimento dello scrittore statunitense Edward Tracy (verrà rilasciato nell'agosto 1991)
- 1994 – Programma nucleare della Corea del Nord: Corea del Nord e Stati Uniti d'America firmano un accordo che obbliga la Corea del Nord a fermare il suo programma di armamento nucleare e a permettere ispezioni
- 1998 – Massimo D'Alema diventa presidente del Consiglio. Nasce il governo D'Alema I
- 2007- Kimi Räikkönen diventa campione del mondo di Formula Uno
- 2010 – La Birmania viene denominata ufficialmente Repubblica dell'Unione di Myanmar
- 2015 - Marty e Doc arrivano con la DeLorean nella Hill Valley del 2015 direttamente dall'anno 1985.
- 2016 – Viene istituita la Giornata europea dell'educazione finanziaria, organizzata in Italia dall'Ente nazionale per il Microcredito.

## Nati
Ci sono circa 1 070 voci su persone nate il 21 ottobre; vedi la pagina Nati il 21 ottobre per un elenco descrittivo o la categoria Nati il 21 ottobre per un indice alfabetico.

## Morti
Ci sono circa 480 voci su persone morte il 21 ottobre; vedi la pagina Morti il 21 ottobre per un elenco descrittivo o la categoria Morti il 21 ottobre per un indice alfabetico.

## Feste e ricorrenze

### Civili
Trafalgar Day (Regno Unito)

### Religiose
Cristianesimo:
- San Gaspare del Bufalo, sacerdote
- Sant'Agatone d'Egitto, eremita
- San Bertoldo di Parma
- Santa Celina, madre di San Remigio
- Santa Celina di Meaux, vergine

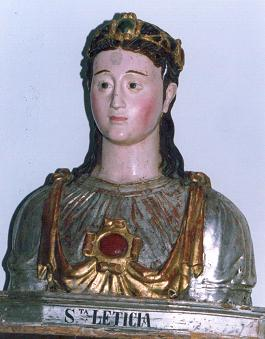
Santa Letizia

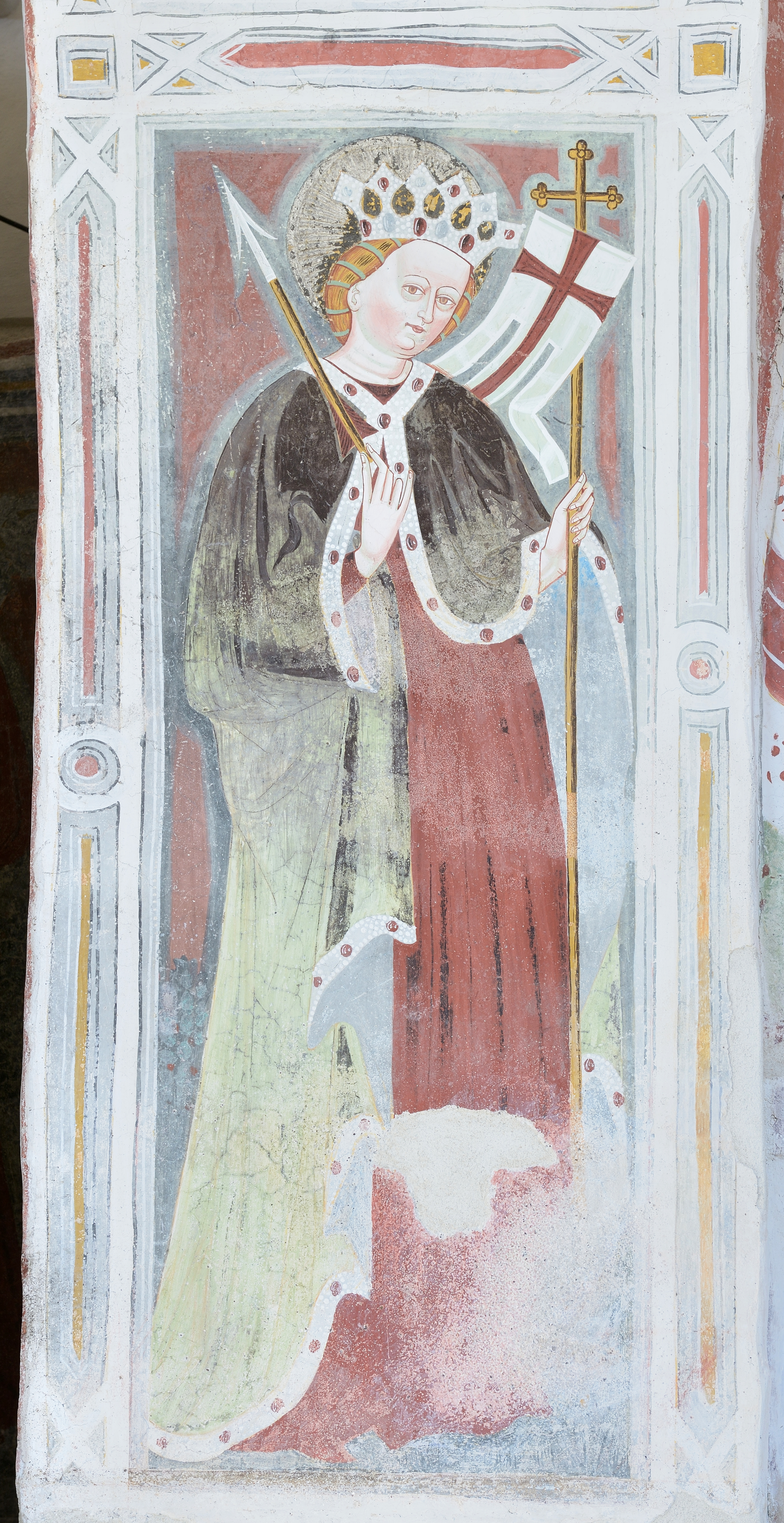
Sant'Orsola

- Santa Cordula, martire a Colonia con Sant'Orsola
- Santi Dasio, Zotico e Caio di Nicomedia, martiri
- Sant'Ilarione di Gaza, eremita
- Sant'Ilarione di Kiev, metropolita (Chiesa ortodossa russa)
- Sant'Ilarione di Moglena, vescovo
- Santa Laura di Santa Caterina da Siena, fondatrice delle Suore missionarie di Maria Immacolata e di Santa Caterina da Siena
- Santa Letizia, venerata in Spagna
- San Malco, monaco
- San Malusio, vescovo di Lodi e martire.
- San Mauronto di Marsiglia, vescovo
- Sant'Odilia, martire con Sant'Orsola
- Sant'Orsola e compagne, martiri
- San Pietro Yu Tae-ch'ol, martire
- San Severino di Bordeaux, vescovo
- San Vendelino di Treviri, eremita
- San Viatore di Lione, monaco in Egitto
- Santa Zaira, martire
- Beato Carlo I d'Austria, imperatore
- Beato Giuliano Nakaura, sacerdote gesuita, martire
- Beati martiri spagnoli di Nembra
- Beato Giuseppe (Pino) Puglisi, sacerdote e martire
- Beato Guglielmo da Montréal, mercedario
- Beato Pietro Capucci, domenicano
- Beato Ponzio de Clariana, mercedario
- Beati Raimondo e Guglielmo da Granada, mercedari
- Beato Sancio d'Aragona, arcivescovo, martire